# Povoação (freguesia)
Povoação é uma freguesia portuguesa do município da Povoação, na Região Autónoma dos Açores, com 20,22 km² de área e 1877 habitantes (censo de 2021). A sua densidade populacional é 92,8 hab./km².
É composta pelos lugares (localmente chamados de lombas) de Lomba do Cavaleiro, Lomba do Carro, Lomba do Botão e Lomba dos Pós.

## Demografia
A população registada nos censos foi:
Nota: Nos censos de 1911 a 1930 tinha anexada a freguesia de Ribeira Quente. Com lugares desta freguesia foi criada pelo Decreto-Lei nº 41.010, de 20/02/1957, a freguesia de Nossa Senhora dos Remédios
| Distribuição da População por Grupos Etários | Distribuição da População por Grupos Etários | Distribuição da População por Grupos Etários | Distribuição da População por Grupos Etários | Distribuição da População por Grupos Etários |
| -------------------------------------------- | -------------------------------------------- | -------------------------------------------- | -------------------------------------------- | -------------------------------------------- |
| Ano                                          | 0-14 Anos                                    | 15-24 Anos                                   | 25-64 Anos                                   | > 65 Anos                                    |
| 2001                                         | 532                                          | 442                                          | 1138                                         | 329                                          |
| 2011                                         | 355                                          | 319                                          | 1174                                         | 313                                          |
| 2021                                         | 256                                          | 202                                          | 1049                                         | 370                                          |